# Kavkazcenter
El Kavkaz Center (en ruso: Кавказ-центр) es una agencia islámica internacional de noticias. Esta agencia fue fundada en marzo de 1999 en la ciudad de Jokhar (Grozny) y se orienta a los acontecimientos en el Cáucaso y la Rusia islámica. Una de las tareas principales del Kavkaz Center es cubrir los acontecimientos en la república de Chechenia - Ichkeria. Algunos autores señalan que mucho del material distribuido en sus páginas web entra dentro de la categoría del radicalismo y el terrorismo.
El sitio de internet es la preferencia de los muyahidín (o separatistas) chechenos, donde a menudo reivindican sus acciones.